# Medicopter 117 – Jedes Leben zählt/Episodenliste

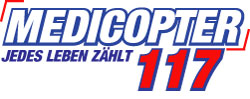
Logo zur Serie

In dieser Episodenliste sind alle Folgen der Fernsehserie Medicopter 117 – Jedes Leben zählt gelistet. Die Serie umfasst 81 Folgen in 7 Staffeln sowie den Pilotfilm Der Kronzeuge.

## Übersicht
| Staffel   | Episodenanzahl | Erstausstrahlung   | Erstausstrahlung  |
| Staffel   | Episodenanzahl | Premiere           | Finale            |
| --------- | -------------- | ------------------ | ----------------- |
| Pilotfilm | Pilotfilm      | 11. Januar 1998    | 11. Januar 1998   |
| 1         | 8              | 12. Januar 1998    | 9. März 1998      |
| 2         | 13             | 14. September 1999 | 30. November 1999 |
| 3         | 13             | 14. März 2000      | 6. Juni 2000      |
| 4         | 12             | 18. September 2001 | 4. Dezember 2001  |
| 5         | 14             | 12. März 2002      | 12. November 2002 |
| 6         | 13             | 7. Oktober 2003    | 24. August 2006   |
| 7         | 8              | 6. Juli 2006       | 28. Juni 2007     |

## Pilotfilm
| Folge Gesamt | Titel         | Erstausstrahlung | Regie        | Drehbuch          |
| ------------ | ------------- | ---------------- | ------------ | ----------------- |
| 0            | Der Kronzeuge | 11. Januar 1998  | Thomas Nikel | Peter Mazzuchelli |

## Staffel 1
| Folge Gesamt | Folge Staffel | Titel               | Erstausstrahlung | Regie        | Drehbuch          |
| ------------ | ------------- | ------------------- | ---------------- | ------------ | ----------------- |
| 1            | 1             | Tödliche Dosis      | 12. Januar 1998  | Thomas Nikel | Peter Mazzuchelli |
| 2            | 2             | Die Geiselnahme     | 19. Januar 1998  | Peter Welz   | Peter Mazzuchelli |
| 3            | 3             | Kurzschluss         | 26. Januar 1998  | Peter Welz   | Peter Mazzuchelli |
| 4            | 4             | Flug in die Hölle   | 2. Februar 1998  | Peter Welz   | Peter Mazzuchelli |
| 5            | 5             | Inferno ohne Ausweg | 9. Februar 1998  | Thomas Nikel | Walter Kordesch   |
| 6            | 6             | Blinde Wut          | 23. Februar 1998 | Thomas Nikel | Thomas Nippold    |
| 7            | 7             | Gift in den Adern   | 2. März 1998     | Thomas Nikel | Thomas Nippold    |
| 8            | 8             | Der Absturz         | 9. März 1998     | Thomas Nikel | Peter Mazzuchelli |

## Staffel 2
| Folge Gesamt | Folge Staffel | Titel                | Erstausstrahlung   | Regie             | Drehbuch          |
| ------------ | ------------- | -------------------- | ------------------ | ----------------- | ----------------- |
| 9            | 1             | Über dem Abgrund     | 14. September 1999 | Thomas Nikel      | Peter Mazzuchelli |
| 10           | 2             | Der Bankraub         | 14. September 1999 | Thomas Nikel      | Jens Jendrich     |
| 11           | 3             | Nasses Grab          | 21. September 1999 | Thomas Nikel      | Jens Jendrich     |
| 12           | 4             | Viren an Bord        | 28. September 1999 | Thomas Nikel      | Peter Mazzuchelli |
| 13           | 5             | Blinder Alarm        | 5. Oktober 1999    | Thomas Nikel      | Peter Mazzuchelli |
| 14           | 6             | Die falsche Maßnahme | 12. Oktober 1999   | Wolfgang Dickmann | Jens Jendrich     |
| 15           | 7             | Knockout             | 19. Oktober 1999   | Wolfgang Dickmann | Jens Jendrich     |
| 16           | 8             | Schulbus in den Tod  | 26. Oktober 1999   | Thomas Nikel      | Peter Mazzuchelli |
| 17           | 9             | Gejagt               | 2. November 1999   | Thomas Nikel      | Walter Kordesch   |
| 18           | 10            | Unter Verdacht       | 9. November 1999   | Thomas Nikel      | Walter Kordesch   |
| 19           | 11            | Mission ohne Ausweg  | 16. November 1999  | Wolfgang Dickmann | Thomas Nippold    |
| 20           | 12            | Das kalte Herz       | 23. November 1999  | Thomas Nikel      | Thomas Nippold    |
| 21           | 13            | In letzter Sekunde   | 30. November 1999  | Wolfgang Dickmann | Peter Mazzuchelli |

## Staffel 3
| Folge Gesamt | Folge Staffel | Titel                  | Erstausstrahlung | Regie             | Drehbuch          |
| ------------ | ------------- | ---------------------- | ---------------- | ----------------- | ----------------- |
| 22           | 1             | Irrfahrt am Himmel     | 14. März 2000    | Wolfgang Dickmann | Peter Mazzuchelli |
| 23           | 2             | Die Todesfalle         | 21. März 2000    | Wolfgang Dickmann | Peter Mazzuchelli |
| 24           | 3             | Zwischen Leben und Tod | 28. März 2000    | Wolfgang Dickmann | Peter Mazzuchelli |
| 25           | 4             | Die Feuertaufe         | 4. April 2000    | Wolfgang Dickmann | Peter Mazzuchelli |
| 26           | 5             | Fahrt zur Hölle        | 11. April 2000   | Wolfgang Dickmann | Thomas Nippold    |
| 27           | 6             | Kidnapping             | 18. März 2000    | Wolfgang Dickmann | Thomas Nippold    |
| 28           | 7             | Fehler im System       | 25. April 2000   | Thomas Nikel      | Walter Kordesch   |
| 29           | 8             | Gehetzt                | 2. Mai 2000      | Thomas Nikel      | Walter Kordesch   |
| 30           | 9             | Die rollende Bombe     | 9. Mai 2000      | Thomas Nikel      | Walter Kordesch   |
| 31           | 10            | Todessprung            | 16. Mai 2000     | Thomas Nikel      | Jens Jendrich     |
| 32           | 11            | Horror                 | 23. Mai 2000     | Thomas Nikel      | Jens Jendrich     |
| 33           | 12            | Bodenlos               | 30. Mai 2000     | Thomas Nikel      | Jens Jendrich     |
| 34           | 13            | Corrers Rache          | 6. Juni 2000     | Thomas Nikel      | Walter Kordesch   |

## Spezial-Episode
| Folge Gesamt | Titel          | Erstausstrahlung | Regie             | Drehbuch          |
| ------------ | -------------- | ---------------- | ----------------- | ----------------- |
| /            | Geisterflieger | /                | Wolfgang Dickmann | Peter Mazzuchelli |

## Staffel 4
| Folge Gesamt | Folge Staffel | Titel              | Erstausstrahlung   | Regie             | Drehbuch          |
| ------------ | ------------- | ------------------ | ------------------ | ----------------- | ----------------- |
| 35           | 1             | Rettet Susi        | 18. September 2001 | Wolfgang Dickmann | Peter Mazzuchelli |
| 36           | 2             | Geld gegen Leben   | 25. September 2001 | Wolfgang Dickmann | Peter Mazzuchelli |
| 37           | 3             | Tödliches Wissen   | 2. Oktober 2001    | Wolfgang Dickmann | Peter Mazzuchelli |
| 38           | 4             | Liebe oder Tod     | 9. Oktober 2001    | Thomas Nikel      | Thomas Nippold    |
| 39           | 5             | Super-Gau          | 16. Oktober 2001   | Wolfgang Dickmann | Thomas Nippold    |
| 40           | 6             | Mobbing            | 23. Oktober 2001   | Wolfgang Dickmann | Walter Kordesch   |
| 41           | 7             | Kokain             | 30. Oktober 2001   | Thomas Nikel      | Walter Kordesch   |
| 42           | 8             | Mr. Radio          | 6. November 2001   | Wolfgang Dickmann | Walter Kordesch   |
| 43           | 9             | Die einzige Zeugin | 13. November 2001  | Thomas Nikel      | Jens Jendrich     |
| 44           | 10            | Lebendig begraben  | 20. November 2001  | Wolfgang Dickmann | Jens Jendrich     |
| 45           | 11            | Kamikaze           | 27. November 2001  | Thomas Nikel      | Walter Kordesch   |
| 46           | 12            | Auf der Flucht     | 4. Dezember 2001   | Wolfgang Dickmann | Jens Jendrich     |

## Staffel 5
| Folge Gesamt | Folge Staffel | Titel                  | Erstausstrahlung   | Regie             | Drehbuch                  |
| ------------ | ------------- | ---------------------- | ------------------ | ----------------- | ------------------------- |
| 47           | 1             | Der Zug                | 12. März 2002      | Wolfgang Dickmann | Peter Mazzuchelli         |
| 48           | 2             | Flucht ohne Wiederkehr | 19. März 2002      | Wolfgang Dickmann | Jens Jendrich             |
| 49           | 3             | Plutonium              | 26. März 2002      | Wolfgang Dickmann | Peter Mazzuchelli         |
| 50           | 4             | Höhenangst             | 2. April 2002      | Wolfgang Dickmann | Peter Mazzuchelli         |
| 51           | 5             | Inferno                | 9. April 2002      | Wolfgang Dickmann | Christoph Falkenroth      |
| 52           | 6             | No risk, no fun        | 16. April 2002     | Wolfgang Dickmann | Jens Jendrich             |
| 53           | 7             | Geisterflieger         | 17. September 2002 | Wolfgang Dickmann | Peter Mazzuchelli         |
| 54           | 8             | Verschollen            | 24. September 2002 | Wolfgang Dickmann | Jens Jendrich             |
| 55           | 9             | Rufmord                | 1. Oktober 2002    | Thomas Nikel      | Thomas Nippold            |
| 56           | 10            | Im Labyrinth           | 8. Oktober 2002    | Thomas Nikel      | Thomas Nippold            |
| 57           | 11            | Geldtransport          | 15. Oktober 2002   | Thomas Nikel      | Jochen Alexander Freydank |
| 58           | 12            | Die Flammenfalle       | 22. Oktober 2002   | Thomas Nikel      | Walter Kordesch           |
| 59           | 13            | Rache um jeden Preis   | 29. Oktober 2002   | Thomas Nikel      | Walter Kordesch           |
| 60           | 14            | Blinde Passagiere      | 12. November 2002  | Thomas Nikel      | Walter Kordesch           |

## Staffel 6
| Folge Gesamt | Folge Staffel | Titel                      | Erstausstrahlung  | Regie             | Drehbuch                  |
| ------------ | ------------- | -------------------------- | ----------------- | ----------------- | ------------------------- |
| 61           | 1             | Bodyguard                  | 7. Oktober 2003   | Wolfgang Dickmann | Peter Mazzuchelli         |
| 62           | 2             | Blitzschlag                | 14. Oktober 2003  | Thomas Nikel      | Peter Mazzuchelli         |
| 63           | 3             | Verschüttet                | 21. Oktober 2003  | Thomas Nikel      | Peter Mazzuchelli         |
| 64           | 4             | Das Feuerwerk              | 28. Oktober 2003  | Thomas Nikel      | Jochen Alexander Freydank |
| 65           | 5             | Falsche Zeit, falscher Ort | 18. November 2003 | Thomas Nikel      | Jens Jendrich             |
| 66           | 6             | Freier Fall                | 25. November 2003 | Thomas Nikel      | Jens Jendrich             |
| 67           | 7             | Blutige Spende             | 2. Dezember 2003  | Thomas Nikel      | Jens Jendrich             |
| 68           | 8             | Vier Elemente              | 9. Dezember 2003  | Wolfgang Dickmann | Christoph Falkenroth      |
| 69           | 9             | Mikado                     | 20. Juli 2006     | Wolfgang Dickmann | Christoph Falkenroth      |
| 70           | 10            | Abgezockt                  | 27. Juli 2006     | Wolfgang Dickmann | Thomas Nippold            |
| 71           | 11            | Blindflug                  | 10. August 2006   | Wolfgang Dickmann | Walter Kordesch           |
| 72           | 12            | Flammenmeer                | 17. August 2006   | Wolfgang Dickmann | Walter Kordesch           |
| 73           | 13            | Heißer Schnee              | 24. August 2006   | Wolfgang Dickmann | Walter Kordesch           |

## Staffel 7
| Folge Gesamt | Folge Staffel | Titel              | Erstausstrahlung | Regie             | Drehbuch             |
| ------------ | ------------- | ------------------ | ---------------- | ----------------- | -------------------- |
| 74           | 1             | Flug ins Ungewisse | 6. Juli 2006     | Thomas Nikel      | Jens Jendrich        |
| 75           | 2             | Spiel mit dem Tod  | 13. Juli 2006    | Thomas Nikel      | Jens Jendrich        |
| 76           | 3             | Feuer              | 31. August 2006  | Thomas Nikel      | Jens Jendrich        |
| 77           | 4             | Der Tunnel         | 26. Juni 2007    | Thomas Nikel      | Walter Kordesch      |
| 78           | 5             | Eisiges Gefängnis  | 27. Juni 2007    | Wolfgang Dickmann | Peter Mazzuchelli    |
| 79           | 6             | Ohne Skrupel       | 3. August 2006   | Wolfgang Dickmann | Peter Mazzuchelli    |
| 80           | 7             | Gegen jede Chance  | 27. Juni 2007    | Wolfgang Dickmann | Christoph Falkenroth |
| 81           | 8             | Angst!             | 28. Juni 2007    | Wolfgang Dickmann | Christoph Falkenroth |

## Ausstrahlung
In Deutschland wurde die Serie von dem Privatsender RTL gezeigt. Die Ausstrahlung begann mit dem 90-minütigen Pilotfilm Der Kronzeuge am 11. Januar 1998, gefolgt von der acht Episoden umfassenden ersten Staffel. Ab 14. September 1999 wurde die aus 13 Folgen bestehende zweite Staffel gesendet, schon gut drei Monate nach deren Ende folgte bereits die ebenfalls 13 Folgen umfassende dritte Staffel.
Die Episode Geisterflieger sollte ursprünglich als erste Folge der 4. Staffel am 11. September 2001 ausgestrahlt werden. Aufgrund der in Bezug auf die Terroranschläge in den USA als unpassend empfundenen Thematik wurde die Folge nicht nur verschoben, sondern komplett ausgelassen. Thematisch fehlt die Folge jedoch für den Gesamtzusammenhang der Serie, da hier der Sanitäter Enrico Contini erstmals auftritt. Die vierte Staffel wurde ohne diese Episode eine Woche später begonnen und lief bis Dezember 2001. Sie war die letzte neue Staffel, die an einem Stück gesendet wurde.
Die ersten sechs Folgen der fünften Staffel wurden im März und April 2002 gesendet. Der zweite Teil der Staffel begann am 17. September 2002 gut ein Jahr nach der ursprünglich geplanten Ausstrahlung der Folge Geisterflieger mit einer überarbeiteten Fassung. Dafür mussten mehrere Szenen neu gedreht werden, da zu diesem Zeitpunkt der Handlung bereits einige in der Folge vorkommende Schauspieler aus der Serie ausgestiegen waren. Deshalb existieren von dieser Folge zwei unterschiedliche Fassungen. Die übrigen Folgen der Staffel liefen bis November 2002.
Die letzten beiden Staffeln der Serie wurden von RTL stiefmütterlich behandelt: Nachdem acht Folgen der sechsten Staffel von Oktober bis Dezember 2003 erstmals gezeigt wurden, wurde die Ausstrahlung neuer Folgen abgebrochen. Erst knapp drei Jahre später wurden im Juli 2006 weitere neue Folgen gesendet. Dabei wurden die Folgen der sechsten und siebten Staffel jedoch vermischt. Nach den ersten beiden Folgen der 7. Staffel folgten drei Folgen der 6. Staffel, eine Folge der 7. Staffel, die restlichen zwei verbliebenen Folgen der 6. Staffel sowie nochmals eine Folge aus der 7. Staffel. Danach wurde die Ausstrahlung abgebrochen. Die übrigen vier Folgen, die aus der 7. Staffel nicht gezeigt wurden, wurden ein knappes Jahr danach Ende Juni 2007 lediglich unangekündigt im Nachtprogramm versendet.
Zu erfolgreichen Zeiten sahen durchschnittlich 6 Millionen Zuschauer die Serie in Deutschland, wobei die höchste Einschaltquote mit 6,75 Millionen Zuschauern mit der zweiten Folge der zweiten Staffel (Der Bankraub) erreicht wurde.
Im Drehland Österreich wurde die Serie ebenfalls ausgestrahlt. Im Jahr 2000 wurde die Sendung vom Schweizer Fernsehsender SF 1 ausgestrahlt. Die Fernsehserie wurde auf ORF 2 und auf Super RTL wiederholt.

## Geisterflieger
Die Episode Geisterflieger sollte am 11. September 2001, als erste Episode der 4 Staffel, erstausgestrahlt werden. Jedoch ist dies auf Grund der Parallelen zu den Terroranschlägen in den USA nicht passiert. Eine Woche später wurde die 4. Staffel ohne diese Episode gestartet. Handlungstechnisch bedeutete dies, dass der Sanitäterwechsel von Ralf zu Enrico ohne Erklärung blieb.
Ein Jahr später wurde Geisterflieger als Episode 7 der 5 Staffel am 17. September 2002 doch noch erstausgestrahlt, aufgrund mehrerer Darstellerwechsel teilweise neu verfilmt.
Die Originalversion ist nur auf der DVD zur 4. Staffel in den Extras erhalten; wegen des Sanitäterwechsel ist sie als Spezial-Episode zwischen die 3. und 4. Staffel einzuordnen.

### Cast
| Geisterflieger (Originalepisode)              | Geisterflieger (Geschnittene Episode)                            |
| --------------------------------------------- | ---------------------------------------------------------------- |
| Manfred Stücklschwaiger: Pilot Thomas Wächter | Hans Heller: Pilot Jens Köster                                   |
| Sabine Petzl: Pilotin Biggi Schwerin          | Sabine Petzl: Pilotin Biggi Schwerin                             |
| Rainer Grenkowitz: Dr. Michael Lüdwitz        | Urs Remond: Dr. Mark Harland                                     |
| Roswitha Meyer: Dr. Karin Thaler              | Roswitha Meyer: Dr. Karin Thaler                                 |
| Serge Falck: Sanitäter Peter Berger           | Serge Falck: Sanitäter Peter Berger                              |
| Tom Mikulla: Sanitäter Enrico Contini         | Tom Mikulla: Sanitäter Enrico Contini                            |
| /                                             | Julia Cencig: Pilotin Gina Aigner                                |
| Hanno Pöschl: Mechaniker Max                  | Hanno Pöschl: Mechaniker Max                                     |
| /                                             | Gilbert von Sohlern: Stützpunktleiter Gunnar Eros Höppler Junior |
| Christoph Dostal: Tommy Ronge                 | Christoph Dostal: Tommy Ronge                                    |
| Simon Hatzl: Benny Siepen                     | Simon Hatzl: Benny Siepen                                        |
| Carsten Zimmermann                            | Carsten Zimmermann                                               |

### Crew
Die Crew ist unverändert.

## Liste aller Regisseure von Medicopter 117
| Name              | Anzahl Folgen |
| ----------------- | ------------- |
| Thomas Nikel      | 42            |
| Wolfgang Dickmann | 38            |
| Peter Welz        | 3             |

## Liste aller Drehbuchautoren von Medicopter 117
| Name                      | Anzahl Folgen |
| ------------------------- | ------------- |
| Peter Mazzuchelli         | 28            |
| Jens Jendrich             | 19            |
| Walter Kordesch           | 18            |
| Thomas Nippold            | 11            |
| Christoph Falkenroth      | 5             |
| Jochen Alexander Freydank | 2             |